# Márk Horvath
 (septembre 2024).
baron Márk Horváth Stancsics de Gradec (en hongrois : báró gradeci Horváth Stancsics Márk, en croate : Stančić Marko Horvat)  (1510-1561) est un homme politique et soldat hongrois du XVIe siècle.

## Biographie
Membre de la famille Horváth-Stansics, il apparaît pour la première fois dans les sources en 1540 comme várnagy de la forteresse de Csókakő, dans le comté de Fejér et comme várnagy de Bér en 1541 avant de revenir au service du puissant Tamás Nádasdy en 1544. De 1546 à sa mort en 1561, à l'exception de la période entre 1547/48 et 1552 où il combat à nouveau aux côtés de Nádasdy, il combat contre les Turcs en tant que courtisan et capitaine de l'armée du roi Ferdinand I. Il apparaît d'abord au nord-ouest, puis en Transdanubie méridionale, à Szigetvár. Lors de l'assemblée partielle de 1547, il devient le chef de la capitainerie de Csurgó, qui garantit la protection des rives de la Drave. À l'automne 1549, il est temporairement commandant de Szigetvár (Szigetvár parancsnok). Il séjourne à partir de 1552 à Pápa puis à Győr jusqu'au début de 1556 comme capitaine de la cavalerie royale, qui joue un rôle clé dans la défense de Vienne. Il est nommé par Ferdinand Ier comme successeur du capitaine (ie gouverneur) du château de Szigetvár László Kerecsényi (hu), démissionnaire du 9 décembre 1555. 

Son fait d'arme le plus glorieux est sa défense héroïque au cours de l'été 1556, comme capitaine du château de Szigetvár, du féroce siège de 42 jours de Hadim Ali pasa (hu), aux ordres de Soliman le Magnifique, de sorte que la grande armée turque fut contrainte de battre en retraite. Márk Horváth et son armée ont ainsi empêché la Transdanubie du Sud de tomber aux mains des Turcs. On lui doit une "Histoire du siège et de l'attaque de la forteresse de Siget en Hongrie" (Historia et obsidionis oppugnationis Arcis Zigeth és Ungaria), publié en 1557. Il est à nouveau capitaine de Szigetvár, après la mort de son successeur Gergely Farkasich, de 1558 à sa mort 1561 et modernise la forteresse. En reconnaissance de ses mérites, Ferdinand Ier lui accorde en 1559 le titre de baron et de nombreux domaines dans les comtés hongrois du royaume : Bihar, Szepes, Baranya, ainsi qu'en Slavonie et Kőrös.
Il épouse en septembre 1555 la fille de son ancien camarade officier Márton Horváth-Porkoláb. Cette dernière meurt en 1559 en laissant un fils, Gergely. Il se remarie en novembre 1560, à Németújvár, à Erzsébet Both Bajna, mais meurt quelques mois plus trad, en août 1561, des suites d'anciennes blessures. En 1560, le souverain l'invita à le voir à Vienne et le confia à ses propres médecins. Juraj Drašković von Trakošćan, alors évêque de Pécs, assuma la tutelle de son fils unique. Sa veuve Erzsébet Both de Bajna se remaria au baron  Nicolas Istuanfius.

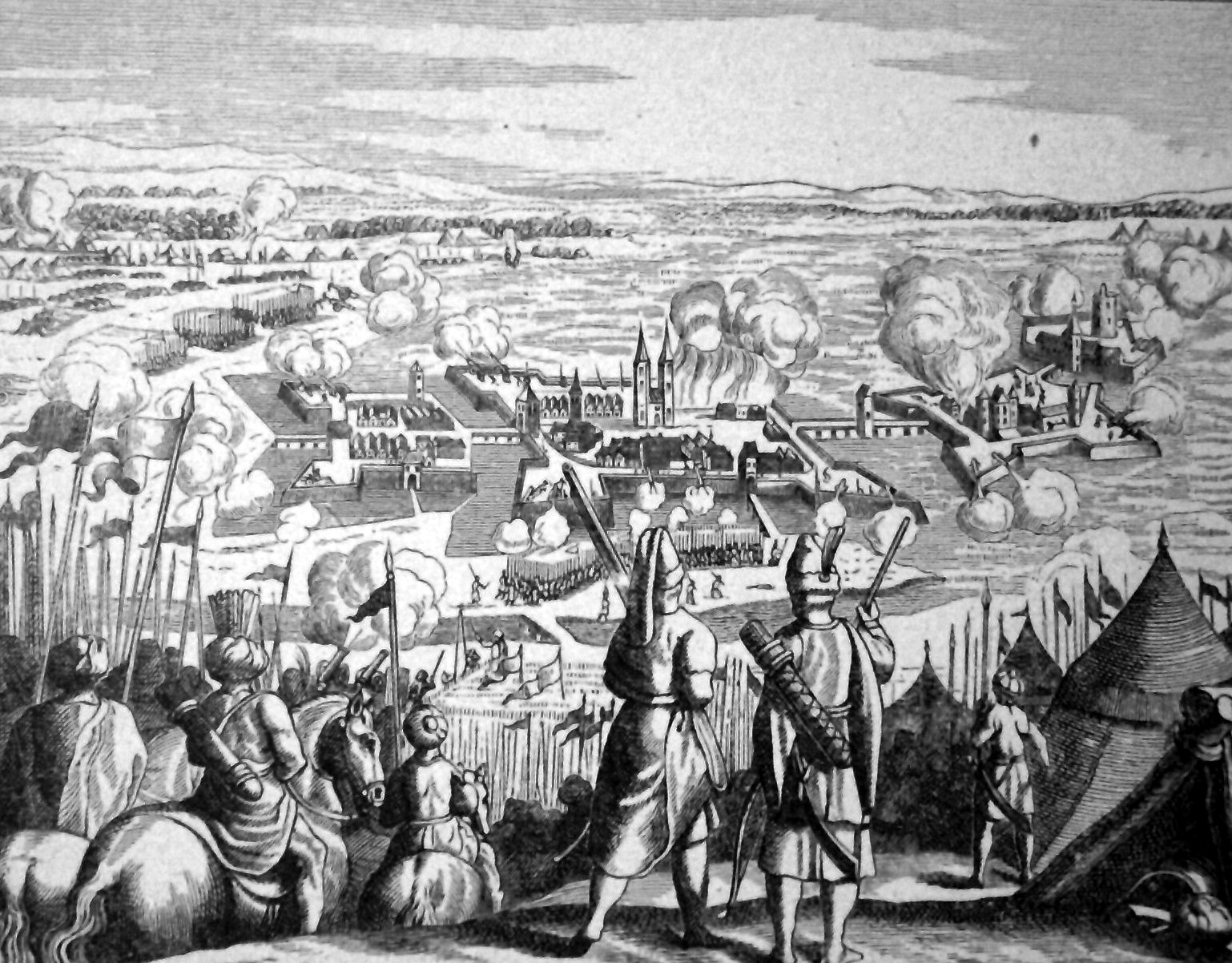
Gravure du siège de Szigetvár par les turcs

## Sources
- Stančić, Marko Horvat. Encyclopédie croate , édition en ligne. Institut lexicographique Miroslav Krleža, 2013 – 2024.
- Ferenc Szakály. Egy végvári kapitány hétköznapjai. In: Somogy megye múltjából. Levéltári évkönyv, Somogy Megyei Levéltár, Kaposvár, 1987.